# Mimudea aenealis
Mimudea aenealis là một loài bướm đêm trong họ Crambidae.